# François Dumont (Bildhauer)

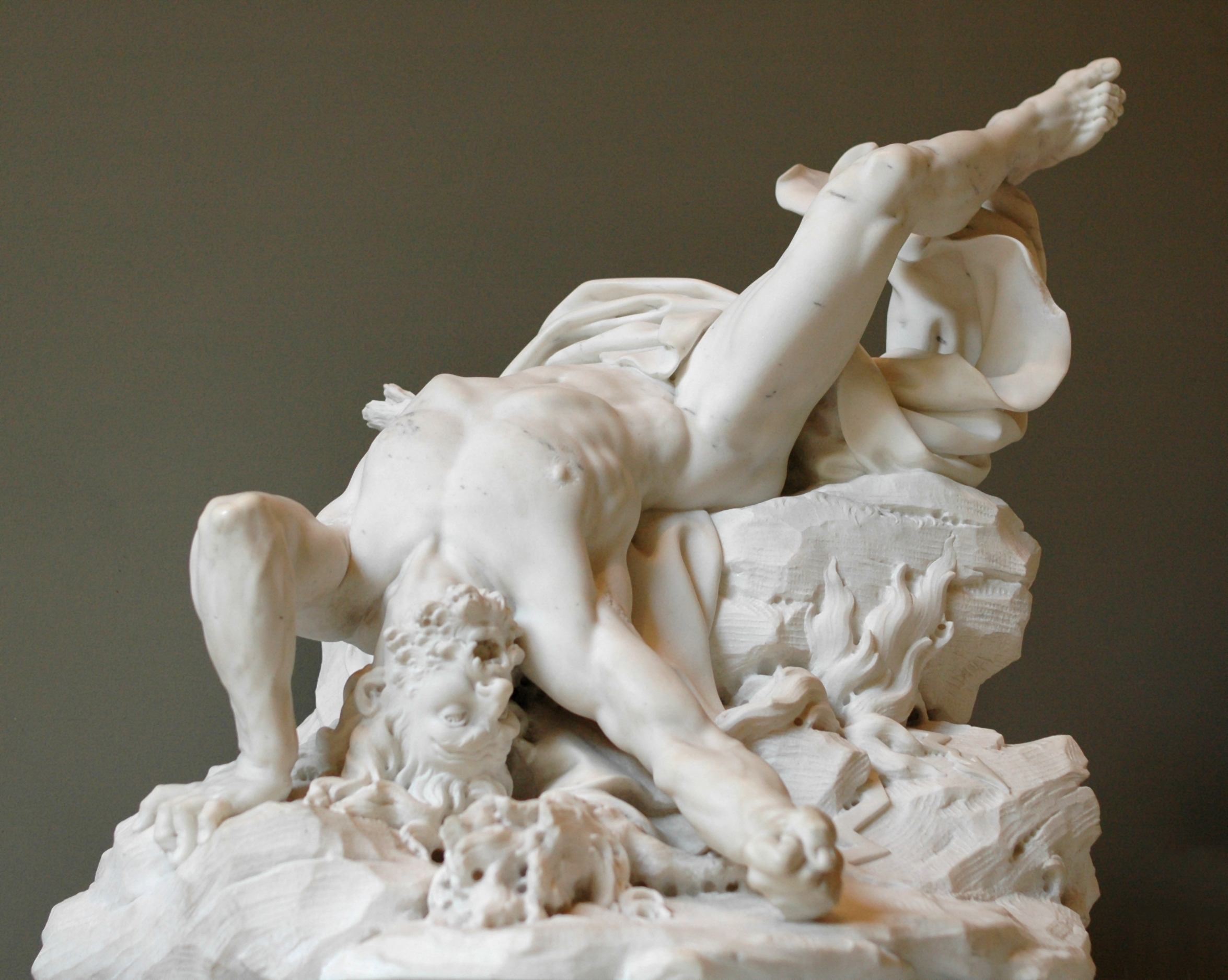
Titan foudroyé – „Der vom Blitz zerschmetterte Titan“, Auftragswerk für die Académie Royale, 1712

François Dumont (* 1688 in Paris; † 14. Dezember 1726 in Lille) war ein französischer Bildhauer des Barock.
Als Sohn des Bildhauers Pierre Dumont in Paris geboren, ergriff auch er die Handwerkskunst seines Vaters. Während man über sein genaues Geburtsdatum im Unklaren ist, gilt als sicheres Datum seine Zulassung zur Académie Royale vom 24. September 1712. Als Zulassungswerk fertigte er die heute im Louvre befindliche kleinformatige Statuette Titan foudroyé (dt.: Der vom Blitz zerschmetterte Titan; B.: 0,65 m.; L.: 0,70 m.; T.: 0,58 m).
Bekannt sind auch seine vier Statuen für die Kirche St-Sulpice de Paris: Die Heiligen Petrus, Paulus, Johannes und Joseph, die er ein Jahr vor seinem Tod 1726 fertigstellte. In seinem Atelier beschäftigte er sowohl den Vater Jacob-Sigisbert Adam als auch dessen später bekannteren Sohn Lambert-Sigisbert Adam, dessen Ausbildung er – wenn auch mehr über den Vater – ebenfalls steuerte.
Am 21. November 1712 heiratete François Dumont Anne-Françoise Coypel, die Halbschwester der Maler Antoine Coypel und Noël-Nicolas Coypel.

## Werke
- Titan foudroyé (1712), Statuette, Marmor, Paris, Louvre
- Petrus, Paulus (1725), Statuen, Stein, Paris, St-Sulpice de Paris, Fassade des nördlichen Querschiffs, rue Saint-Sulpice
- Johannes, Joseph (1725), Statuen, Stein, Paris, Saint-Sulpice, Fassade des südlichen Querschiffs, rue Palatine